# Samrukia
Samrukia (лат.) — род крупных птерозавров, живших во времена позднемеловой эпохи (сантон — кампан; около 86,3—70,6 млн лет назад). Известен по ископаемым остаткам из отложений бостобинской свиты в Кызылординской области Казахстана. Голотип и единственный известный образец — нижняя челюсть. Типовой и единственный вид Samrukia nessovi был описан в 2012 году. Видовое название было дано в честь палеонтолога Л. А. Несова, а родовое — в честь фантастической птицы Симург из тюркских и иранских мифов.

## Классификация
Первоначально считалось, что типовой образец Samrukia принадлежал тероподу из группы овирапторозавров. В кладистическом анализе, проведённом Дарреном Нэйшем и соавторами при описании Samrukia, животное было определено как базальный представитель птиц из клады Ornithuromorpha. Авторы исследования интерпретировали окаменелость как принадлежавшую очень крупной птице (челюстная кость была в два раза длиннее, чем у страуса), отметив при этом, что способность животного к полёту установлена не была (в случае возможности размах крыльев составлял бы примерно 4 м, а вслучае полностью наземного образа жизни высота птицы составляла бы около 2—3 м).
Последующий анализ, опубликованный Эриком Баффето в 2011 году, поставил под сомнение интерпретацию Samrukia в качестве птицы. Баффето оспорил интерпретацию некоторых характеристик, выявленных Нэйшем и коллегами, утверждая, что ни одна из них не является однозначно характерной только для птиц и что многие из них были широко распространены среди птерозавров. Он отметил, что все предполагаемые аутапоморфии были присущи и птерозаврам, а также раскритиковал первый кладистический анализ за то, что в него не были включены птерозавры, а только птицы и другие тероподные динозавры. Баффето заявил, что этот вид «явно является крупным птерозавром, а не гигантской птицей» («clearly a large pterosaur, not a giant bird»).
Даррен Нэйш,согласился с переоценкой Баффета. В своём разделе веб-журнала Scientific American под названием Tetrapod Zoology Нэйш отметил риски, с которыми сопряжена поспешная интерпретация данных, полученных при изучении фрагментарного палеонтологического материала, а также выразил согласие с позицией Баффета по реклассификации таксона.
Последующий обзор, проведённый Александром Аверьяновым и соавторами, показал, что образец принадлежал птерозавру (возможно, аждархиду), а сам род может оказаться синонимом Aralazhdarcho, остатки которого были найдены в той же свите.